# Zeekreeften
De zeekreeften (Nephropidae) zijn een familie van kreeftachtigen, die behoort tot de stam van geleedpotigen (Arthropoda). Zeekreeften komen over de gehele wereld voor, zowel in zoet als in zout water. Veel soorten houden het zelfs een tijdje uit op het land, al overleven ze dat niet lang.
Slechts een klein aantal van alle in zee levende kreeftachtigen behoort tot deze familie. De langoest bijvoorbeeld is een lid van de familie langoesten (Palinuridae) en is niet nauw verwant. Biologisch gezien is het zelfs geen kreeft, hoewel de soort er sterk op lijkt. Het verschil met kreeften is het ontbreken van scharen. Families die wel verwant zijn aan zeekreeften zijn de rifkreeften (familie Enoplometopidae) en de rivierkreeften (drie families).
Veruit de meeste kreeftachtigen zijn geen kreeft, zoals de garnalen en de zeekomma's.

## Algemeen
De zeekreeften staan bekend als delicatesse. Op veel soorten wordt ook commercieel gevist. Met name de Amerikaanse kreeft is een bekende soort, maar ook de Europese kreeft (Homarus gammarus) is erg in trek.
De Europese kreeft is de grootste geleedpotige van het Europese kustgebied. De gemiddelde lengte van een volwassen exemplaar loopt uiteen van 20 tot 60 centimeter. Exemplaren van ruim een meter zijn echter ook aangetroffen. De kleur is blauwzwart, afgewisseld door oranje vlekken. Overigens wordt een kreeft pas na het koken rood. Zie voor kreeften als voedsel ook kreeft (voeding). Sommige soorten kunnen, voor een ongewervelde, een ongekend hoge leeftijd bereiken en worden tientallen jaren oud. Volgens het Guinness Book of Records was de zwaarste kreeft ooit 20,14 kilo en werd gevangen in Canada.
Kreeften zijn schuwe dieren, die een hekel hebben aan licht en bij het minste of geringste terugschieten in hun hol. Kreeften zijn zelfs bang voor licht en kruipen weg omdat het onnatuurlijk is. Kreeften houden nu eenmaal van een donkere plaats om te schuilen. Hier zal bij in gevangenschap gehouden dieren rekening mee moeten worden gehouden. Als het niet donker is, zullen de kreeften veel actiever worden en zullen ze meer afvalstoffen gaan uitscheiden. Dit is niet goed voor de kreeft en vervuilt bovendien het water. In restaurants krijgen kreeften daarom geen voedsel als ze in een aquarium kunnen worden uitgekozen. Meestal wordt ook vergeten dat de dieren gestrest raken van licht en het ontbreken van schuilplaatsen.

## Anatomie

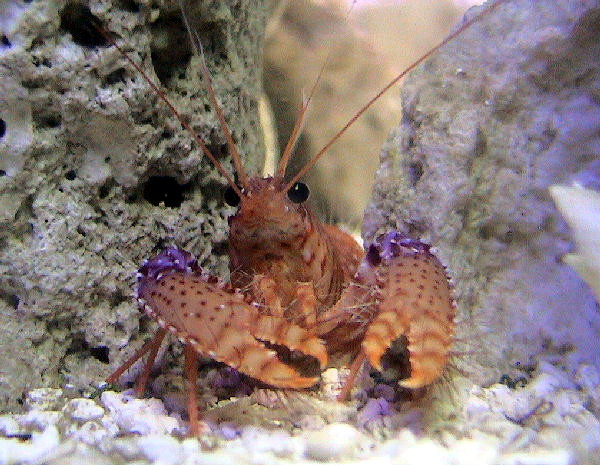
Rifkreeften zijn nauw verwant aan zeekreeften en hebben vaak prachtige kleuren.

Er zijn verschillende soorten zeekreeften die in lengte, kleur en levenswijze sterk kunnen verschillen. Zeekreeften hebben allemaal twee grote scharen aan het voorste paar poten. De linker- en rechterschaar zijn verschillend van vorm, grootte en functie. De ene is knobbelig en wordt gebruikt om gepantserd voedsel als tweekleppigen mee te kraken of brokken voedsel vast te houden. De andere schaar is rechter en veel scherper en wordt gebruikt om mee te knippen en het voedsel naar de monddelen te brengen. Dit is een uitzondering bij geleedpotigen, die vrijwel allemaal bilateraal symmetrisch zijn. Naast scharen heeft een kreeft vier paar looppoten (pereiopoda). Onder de poten en het pantser zitten kieuwen vast. Wanneer de kreeft loopt, heeft hij meer zuurstof nodig dan wanneer hij niet beweegt. Dat komt goed uit, want de kieuwen bewegen met het lopen mee en kunnen daardoor ook meer zuurstof uit het water halen. Ook heeft een kreeft vijf paar zwempoten of pleopoda onder het achterlijf.
Net zoals insecten met hun harde pantser en reptielen die een stugge schubbenhuid hebben, groeit de 'huid' van kreeften niet mee. Door de groei wordt het lichaam groter, maar het pantser is te hard en te taai en vervelt om de zoveel tijd. De kreeft 'kruipt' uit het zacht geworden harnas en het nieuwe pantser zit er al direct onder, maar is nog heel zacht en moet eerst uitharden. Het oude pantser verdwijnt, als basis voor een nieuw pantser, in de maag van de kreeft. Zolang dit proces nog niet is voltooid, is de kreeft kwetsbaar voor vijanden en andere kreeften. Ze zijn tenslotte kannibalen.
De ogen van kreeften zijn niet best ontwikkeld en hebben een andere werking dan de ogen van bijvoorbeeld zoogdieren. Een kreeft heeft ook weinig aan ogen, want hij leeft op de bodem van de zee in totale duisternis. In plaats van zicht wordt gebruikgemaakt van de lange antennes (antennae) voor de oriëntatie, in combinatie met het zeer goede reukvermogen.

## Voortplanting

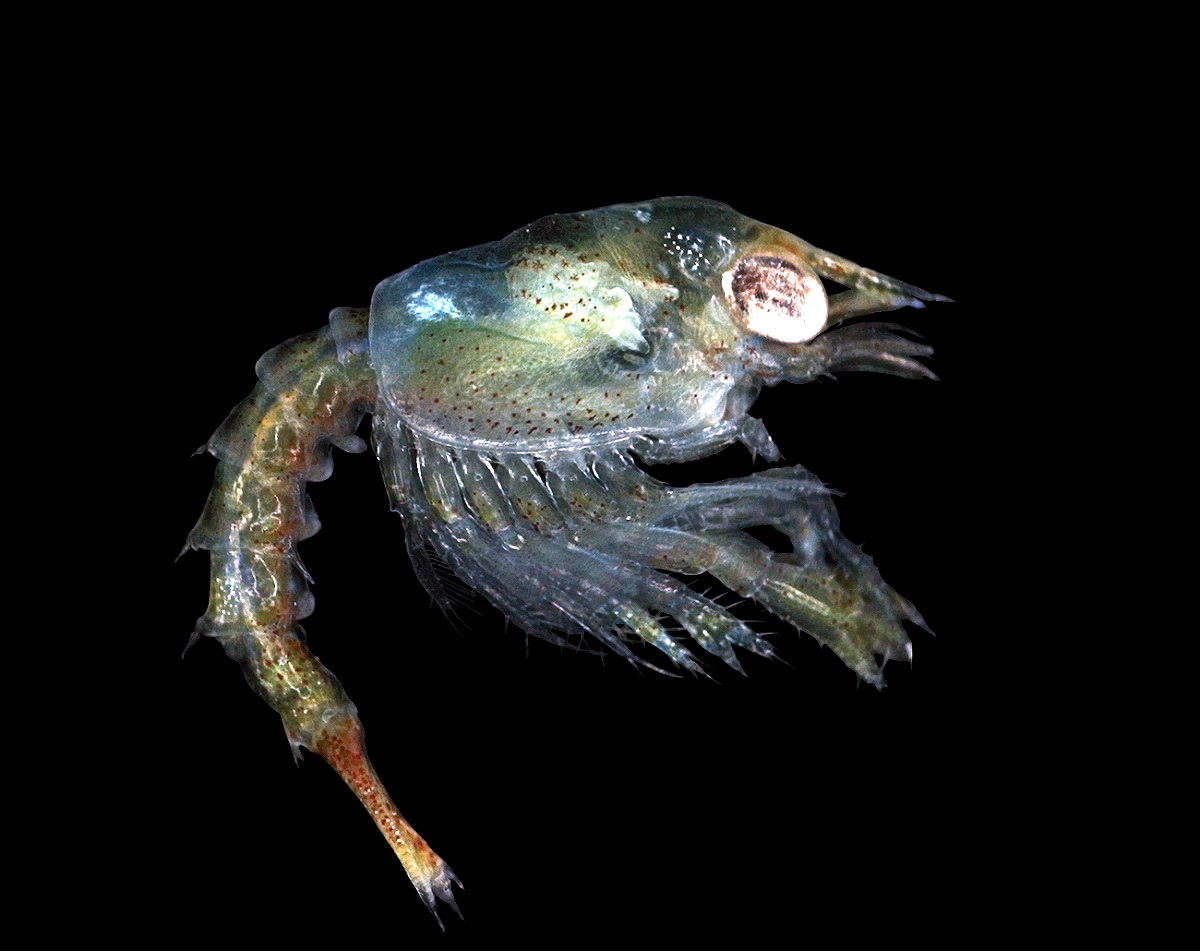
Zoea larve van de Europese kreeft (Homarus gammarus)

Een kreeft groeit langzamer naarmate de watertemperatuur lager is. Bij temperaturen beneden de vijf graden gaat de kreeft niet meer op zoek naar voedsel. Pas als het water de voor kreeften behaaglijke temperatuur heeft bereikt, zal de kreeft een poging doen om zich voort te planten. Deze temperatuur verschilt enigszins per soort. Met het zorgen voor nakomelingen maken ze geen haast. Pas als het wijfje van de wat grotere soorten ruim 7 jaar is en 25 cm groot is ze bereid tot paren. Kleinere soorten en soorten die in warmer water leven hebben over het algemeen een snellere cyclus, vooral bij de combinatie van beide factoren. Als het vrouwtje aan het einde van de zomer haar door het mannetje bevruchte eitjes heeft geproduceerd, draagt ze deze nog ruim 9 maanden met zich mee tussen haar zwempoten onder het achterlijf.
Als een kreeft uit het ei kruipt, is het geen klein kreeftje, maar een larve. De larven van in zee levende kreeftachtigen worden zoealarve genoemd. Deze kreeftenlarven zijn enkele millimeters lang, maar hebben een gekromd lichaam, vele uitsteeksels, een soort staart (het latere achterlijf of abdomen) en relatief enorme ogen. Deze grote ogen zijn nog uitgesprokener in het volgende larve-stadium: de megalopa. Megal(o) betekent groot en op(s) betekent oog. De megalopa-larve maakt deel uit van het zoöplankton en verandert na enkele vervellingen pas in een mini-kreeftje. Deze kleine kreeftjes hebben vele vijanden en een groot deel wordt binnen korte tijd opgegeten.

## Voeding en vijanden
Kreeften gaan pas op zoek naar voedsel als de avond is gevallen. Overdag zit de kreeft verscholen in een hol tussen steen- of veenblokken op de zeebodem. Lange tijd werd gedacht dat kreeften voornamelijk aas op het menu hadden staan. Uit recentere studies blijkt dat niet juist te zijn. Vooral vissen, tweekleppigen, andere kreeftachtigen en wormen worden gegeten, maar aas wordt zeker niet vermeden en vormt een belangrijk deel van het menu. Kreeften hebben een uitzonderlijk vermogen om geuren op te vangen. Een rottend kadaver is vaak snel weggewerkt als er kreeften in de buurt zijn. Vijanden van kreeften zijn voornamelijk vissen, maar de kleinere exemplaren, die net het larve-stadium zijn ontgroeid, worden door van alles belaagd. Kreeften staan bekend om hun kannibalisme en maken bovendien voortdurend ruzie, de mannetjes om de vrouwtjes, maar voornamelijk om voedsel. Een groter exemplaar wint het in beginsel altijd van een kleinere kreeft, ongeacht de soort. Bij exemplaren van ongeveer gelijke grootte gaat het er soms hevig aan toe en worden poten, voelsprieten of zelfs scharen afgerukt. Met name dieren die beide scharen verliezen zijn kwetsbaar. De scharen groeien weliswaar weer aan, maar de groei van de kreeft zelf stokt, omdat veel energie gestopt wordt in het herstel van de verloren lichaamsdelen en scharen zijn vaak groot. Een kreeft kan het afgerukte ledemaat opeten om zo de voedingsstoffen weer op te nemen waardoor de aangroei sneller gaat.
Een kreeft is in staat tot "zelfamputatie" van een schaar indien het bijvoorbeeld in gevecht is met een sterkere opponent en vluchten verkiest boven opgegeten worden.

## Kreeften in Europa
De volgende kreeftensoorten komen in Europa in het wild voor:
- Noorse kreeft (Nephrops norvegicus)
- Europese kreeft (Homarus gammarus)
- (Nephropsis atlantica)

## Taxonomie

### Onderfamilie
- Neophoberinae Glaessner, 1969

### Geslachten
- Dinochelus Ahyong, Chan & Bouchet, 2010
- Eunephrops Smith, 1885
- Homarinus Kornfield, Williams & Steneck, 1995
- Homarus Weber, 1795
- Metanephrops Jenkins, 1972
- Neophoberus
- Nephropides Manning, 1969
- Nephrops Leach, 1814
- Nephropsis Wood-Mason, 1872
- Phoberus
- Thaumastocheles Wood-Mason, 1874
- Thaumastochelopsis Bruce, 1988
- Thymopides Burukovsky & Averin, 1977
- Thymops Holthuis, 1974
- Thymopsis Holthuis, 1974
- Wongastacia